# 卫南战役
卫南战役，是中国抗日战争中，八路军和伪军双方发生的冲突。
1943年5月，国军第24集团军正副总司令庞炳勋、孙殿英率集团军大部向日军投降，与伪军一部合编为伪第24集团军，下辖暂编第5、第6、第7军和独立第1、第2旅及太行保安队等部，盘踞于平汉铁路（今北京—汉口）新乡至安阳段各要点及其两侧地区。其中，平汉铁路以东的伪暂编第6军及独立第1、第2旅共约8000人，向冀鲁豫抗日根据地卫河以南进犯，侵占了滑县、长垣间的焦虎集与瓦岗集地区。冀鲁豫军区司令员杨得志、政治委员黄敬，以第16、第21团及新编第4路、卫河支队、骑兵团一部和部分地方武装，采用奔袭与强攻手段，予以各个歼灭。缴获长短枪2000余、轻机枪35挺。